# 朱桂全
朱桂全（1970年—）江苏泰州人，中国人民解放军海军一级军士长，中华人民共和国操纵使用舰用燃气轮机的第一人。

## 生平
1987年11月，朱桂全入伍。1991年，海军112号导弹驱逐舰（“哈尔滨”舰）加入中国人民解放军海军北海舰队，后来该舰曾被中央军委授予“海上先锋舰”称号。当时在老式驱逐舰上负责烧锅炉的轮机兵朱桂全成为112舰第一代舰员，被送到院校接受培训。仅有初中文化的朱桂全入学时三门文化摸底考试仅考7分，差点被退学，但朱桂全经过70天刻苦学习，到培训结束时获得全班第一的成绩。此后朱桂全不断学习，掌握了数公里长的管路走向、100余个阀门的位置、上千组技术参数，成为熟练运作世界水平动力装备的首席专家。朱桂全先后主持完成150项自修工程，领导了112舰服役后第一次自行组织的重大维修工程，先后提出了上百条装备改进意见。朱桂全编写的《某型高压空压机使用保养条例》、《燃气轮机及附属系统使用保养规则》成为中国人民解放军海军通用教材。
朱桂全曾参加过“和平使命-2005”等十多次重大演习及战备任务，曾经随舰访问美国、俄罗斯、印度、朝鲜等国，被评为“海军青年精武建功成才标兵”、“海军十杰青年”、“海军学习成才标兵”、“全军优秀士官”、“2005感动青岛十佳人物”，截至2005年立二等功、三等功各2次。2005年11月中旬，海军北海舰队某驱逐舰支队党委决定，将时任中国人民解放军海军北海舰队某驱逐舰支队112舰燃气轮机班班长兼主机技师、五级士官的朱桂全的事迹列入军史馆。2006年，朱桂全卸任已当了13年的班长职务。后来朱桂全升为海军一级军士长。2005年，朱桂全开始在中央广播电视大学八一学院学习，2007年自中央广播电视大学开放教育行政管理专业（专科）毕业。2008年作为火炬手参加了北京奥运火炬传递活动。朱桂全还是中共十七大代表。